# ۱۴۹ (پیش از میلاد)
۱۴۹ (پیش از میلاد) ۱۴۹مین سال قبل از تقویم میلادی است.